# Caryophyllia zanzibarensis
Espèce
Statut CITES
Caryophyllia zanzibarensis est une espèce de coraux de la famille des Caryophylliidae.